# Хирш, Пол
Пол Фредерик Хирш (англ. Paul Frederick Hirsch) (род. 14 ноября 1945) — американский киномонтажёр, работавший над более чем 40 фильмами с 1970 года, наиболее известен как один из ведущих кинопроизводителей движения «Новый Голливуд», и сотрудничавший с такими режиссёрами, как Брайан Де Пальма, Герберт Росс, Джон Хьюз и Тэйлор Хэкфорд.
Хирш выиграл премии «Оскар» и «Сатурн» за работу над оригинальным фильмом «Звёздные войны» 1977 года, которые он разделил с Марсией Лукас и Ричардом Чю.

## Ранняя жизнь и карьера
Пол Фредерик Хирш родился 14 ноября 1945 года в городе Нью-Йорк, штата Нью-Йорк. Его отец, Джозеф Хирш, был известным художником немецко-еврейского происхождения, его работы выставлялись в Метрополитен-музее, Нью-Йоркском музее современного искусства и в Музее американского искусства Уитни. Пол изучал музыку в Высшей школе музыки и искусства в Нью-Йорке, а затем учился в Колумбийском университете, специализируясь на истории искусств.
После окончания Колумбийского университета в 1966 году, Хирш начал карьеру киномонтажёра, работая в Нью-Йорке на киностудиях Metro-Goldwyn-Mayer и United Artists. В конце 1960-х его брат Чарльз познакомил Пола с неизвестным тогда режиссёром Брайаном Де Пальмой. Результатом их сотрудничества стало десять художественных фильмов, первым из которых стал «Хай, мамаша!» (1970).
В 1978 году Пол Хирш, вместе с Марсией Лукас и Ричардом Чю получил премию «Оскар» за лучший монтаж фильма «Звёздные войны» (1977). Он также был первым, кто дважды получил премию «Сатурн» за лучший монтаж: в 1978 году за «Звёздные войны», и в 2012 году за фильм «Миссия невыполнима: Протокол Фантом» (2011).
Среди более чем 40 фильмов которые монтировал Хирш, были «Призрак рая» (1974), «Кэрри» (1976), «Король цыган» (1978), «Прокол» (1981), «Возвращение чёрного скакуна» (1983), «Свободные» (1984), «Феррис Бьюллер берёт выходной» (1986), «Секрет моего успеха» (1987), «Самолётом, поездом, машиной» (1987), «Стальные магнолии» (1989), «Я боролся с Эрнестом Хемингуэем» (1993), «Миссия невыполнима» (1996), «Могучий Джо Янг» (1998), «Рэй» (2004), «Варкрафт» (2016) и «Мумия» (2017).

## Фильмография

### Монтажёр
| Год  | Фильм                                        | Режиссёр         | Заметки |
| ---- | -------------------------------------------- | ---------------- | --- |
| 1970 | Хай, мамаша!                                 | Брайан Де Пальма | |
| 1972 | Сёстры                                       | Брайан Де Пальма | |
| 1974 | Призрак рая                                  | Брайан Де Пальма | |
| 1976 | Наваждение                                   | Брайан Де Пальма | |
| 1976 | Кэрри                                        | Брайан Де Пальма | |
| 1977 | Звёздные войны                               | Джордж Лукас     | Со-монтажёр с Марсией Лукас и Ричардом Чю Премия «Оскар» за лучший монтаж Премия «Сатурн» за лучший монтаж Номинация—Премия BAFTA за лучший монтаж Номинация—Премия Американской ассоциации монтажёров за лучший монтаж полнометражного фильма |
| 1978 | Ярость                                       | Брайан Де Пальма | |
| 1978 | Король цыган                                 | Фрэнк Пирсон     | |
| 1980 | Империя наносит ответный удар                | Ирвин Кершнер    | |
| 1981 | Прокол                                       | Брайан Де Пальма | |
| 1982 | Калейдоскоп ужасов                           | Джордж Э. Ромеро | Сегмент: «The Crate» |
| 1983 | Возвращение чёрного скакуна                  | Роберт Далва     | |
| 1984 | Свободные                                    | Герберт Росс     | |
| 1984 | Протокол                                     | Герберт Росс     | |
| 1986 | Феррис Бьюллер берёт выходной                | Джон Хьюз        | |
| 1987 | Секрет моего успеха                          | Герберт Росс     | |
| 1987 | Самолётом, поездом, машиной                  | Джон Хьюз        | |
| 1989 | Стальные магнолии                            | Герберт Росс     | |
| 1990 | Кадиллак                                     | Джо Рот          | |
| 1991 | Датч                                         | Питер Фэймен     | Со-монтажёр с Адамом Бернарди и Риком Шэйном |
| 1992 | Воспитание Каина                             | Брайан Де Пальма | Со-монтажёр с Робертом Далвой и Бонни Колер |
| 1993 | С меня хватит!                               | Джоэл Шумахер    | |
| 1993 | Я боролся с Эрнестом Хемингуэем              | Рэнда Хейнс      | |
| 1994 | Я люблю неприятности                         | Чарльз Шайер     | Со-монтажёр с Адамом Бернарди и Уолтером Мёрчем |
| 1996 | Миссия невыполнима                           | Брайан Де Пальма | Номинация—Премия «Спутник» за лучший монтаж |
| 1998 | Ливень                                       | Микаэль Саломон  | Со-монтажёр с Амноном Дэвидом и Джиллиан Л. Хатшинг |
| 1998 | Могучий Джо Янг                              | Рон Андервуд     | |
| 1999 | Лэйк Плэсид: Озеро страха                    | Стив Майнер      | Со-монтажёр с Маршаллом Харви |
| 2000 | Миссия на Марс                               | Брайан Де Пальма | |
| 2002 | Приключения Плуто Нэша                       | Рон Андервуд     | Со-монтажёр с Аланом Хаймом |
| 2003 | Борьба с искушениями                         | Джонатан Линн    | |
| 2004 | Рэй                                          | Тэйлор Хэкфорд   | Премия Американской ассоциации монтажёров за лучший монтаж полнометражного комедийного или музыкального фильма Номинация—Премия «Оскар» за лучший монтаж                                                                                       |
| 2006 | Киносвидание                                 | Аарон Зельцер    | |
| 2006 | Добро пожаловать, или Соседям вход воспрещён | Джон Уайтселл    | |
| 2008 | Право на убийство                            | Джон Эвнет       | |
| 2010 | Ранчо любви                                  | Тэйлор Хэкфорд   | |
| 2011 | Исходный код                                 | Данкан Джонс     | |
| 2011 | Дилан Дог: Хроники вампиров                  | Кевин Манро      | |
| 2011 | Миссия невыполнима: Протокол Фантом          | Брэд Бёрд        | Премия «Сатурн» за лучший монтаж |
| 2016 | Варкрафт                                     | Данкан Джонс     | |
| 2017 | Мумия                                        | Алекс Куртцман   | Со-монтажёр с Джиной Хирш и Эндрю Мондшейном |

### Дополнительный монтажёр
| Год  | Фильм                          | Режиссёр                      | Главный(е) монтажёр(ы)                         | Заметки            |
| ---- | ------------------------------ | ----------------------------- | ---------------------------------------------- | ------------------ |
| 1986 | Племя пещерного медведя        | Майкл Чапман                  | Венди Грин Брикмонт                            |                    |
| 2002 | Экстремалы                     | Кристиан Дюгей                | Клив Баррет Сильвен Лебель                     |                    |
| 2007 | Львы для ягнят                 | Роберт Редфорд                | Джо Хатшинг                                    |                    |
| 2012 | Жизнь Пи                       | Энг Ли                        | Тим Скуайрес                                   | в титрах не указан |
| 2013 | Великий Гэтсби                 | Баз Лурман                    | Джейсон Беллентайн Джонатан Редмонд Мэтт Вилла |                    |
| 2013 | Война миров Z                  | Марк Форстер                  | Роджер Бартон Мэтт Шесс                        | в титрах не указан |
| 2013 | Олдбой                         | Спайк Ли                      | Бэрри Александер Браун                         |                    |
| 2018 | Щелкунчик и четыре королевства | Лассе Халльстрём Джо Джонстон | Стюарт Леви                                    |                    |